# Le Puech
Pour les articles homonymes, voir Puech.
Le Puech (en occitan Lo Puòg) est une commune française située dans le nord du département de l'Hérault, en région Occitanie.
Exposée à un climat méditerranéen, elle est drainée par la Lergue, l'Aubaygues, le Roubieu et par divers autres petits cours d'eau. La commune possède un patrimoine naturel remarquable : un site Natura 2000 (« le Salagou ») et trois zones naturelles d'intérêt écologique, faunistique et floristique.
Le Puech est une commune rurale qui compte 260 habitants en 2022, après avoir connu une forte hausse de la population depuis 1975. Elle fait partie de l'aire d'attraction de Lodève. Ses habitants sont appelés les Puechois et Puechoises.

## Géographie

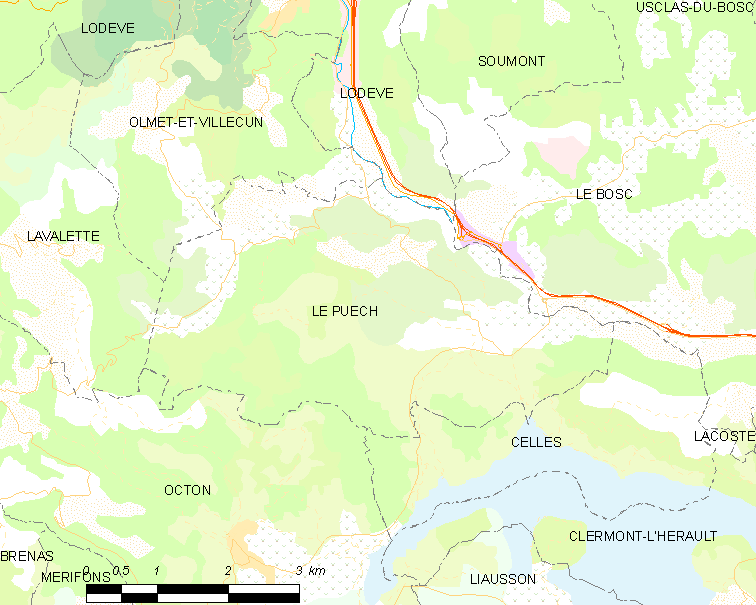
Carte de la commune du Puech.

Le village du Puech, situé sur un promontoire rocheux, tel qu'on le connaît aujourd'hui, est constitué de bâtiments construits en pierres locales rouges (ruffes de l'ère primaire) et en pierre noires volcaniques (basalte de l'ère quaternaire).
La commune de le Puech s'étend sur la rive droite de la Lergue, depuis Lodève jusqu'au lac du Salagou, d'Olmet-et-Villecun et Lavalette à l'ouest.

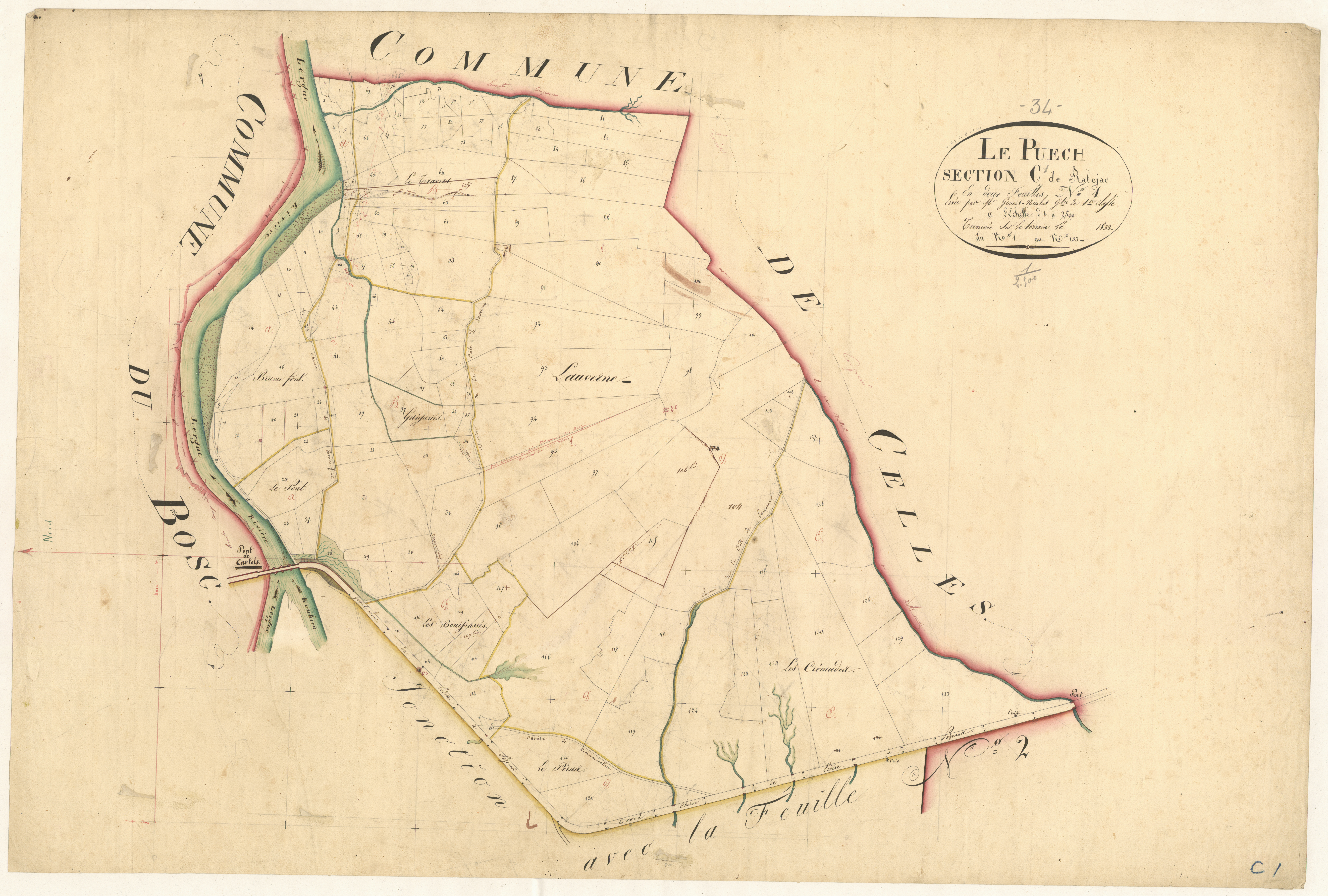
Plan cadastral de la section de Rabejac (1833)

### Communes limitrophes
| Olmet-et-Villecun |          | Lodève  |
| Lavalette         | du Puech | Le Bosc |
|                   | Octon    | Celles  |

### Climat
Pour des articles plus généraux, voir Climat de l'Occitanie et Climat de l'Hérault.
En 2010, le climat de la commune est de type climat méditerranéen franc, selon une étude s'appuyant sur une série de données couvrant la période 1971-2000. En 2020, Météo-France publie une typologie des climats de la France métropolitaine dans laquelle la commune est exposée à un climat méditerranéen et est dans la région climatique  Provence, Languedoc-Roussillon, caractérisée par une pluviométrie faible en été, un très bon ensoleillement (2 600 h/an), un été chaud (21,5 °C), un air très sec en été, sec en toutes saisons, des vents forts (fréquence de 40 à 50 % de vents > 5 m/s) et peu de brouillards.
Pour la période 1971-2000, la température annuelle moyenne est de 13,4 °C, avec une amplitude thermique annuelle de 16,1 °C. Le cumul annuel moyen de précipitations est de 992 mm, avec 7,8 jours de précipitations en janvier et 2,9 jours en juillet. Pour la période 1991-2020, la température moyenne annuelle observée sur la station météorologique la plus proche, située sur la commune de Soumont à 5 km à vol d'oiseau, est de 15,0 °C et le cumul annuel moyen de précipitations est de 968,5 mm,. Pour l'avenir, les paramètres climatiques de la commune estimés pour 2050 selon différents scénarios d'émission de gaz à effet de serre sont consultables sur un site dédié publié par Météo-France en novembre 2022.

### Milieux naturels et biodiversité

#### Réseau Natura 2000

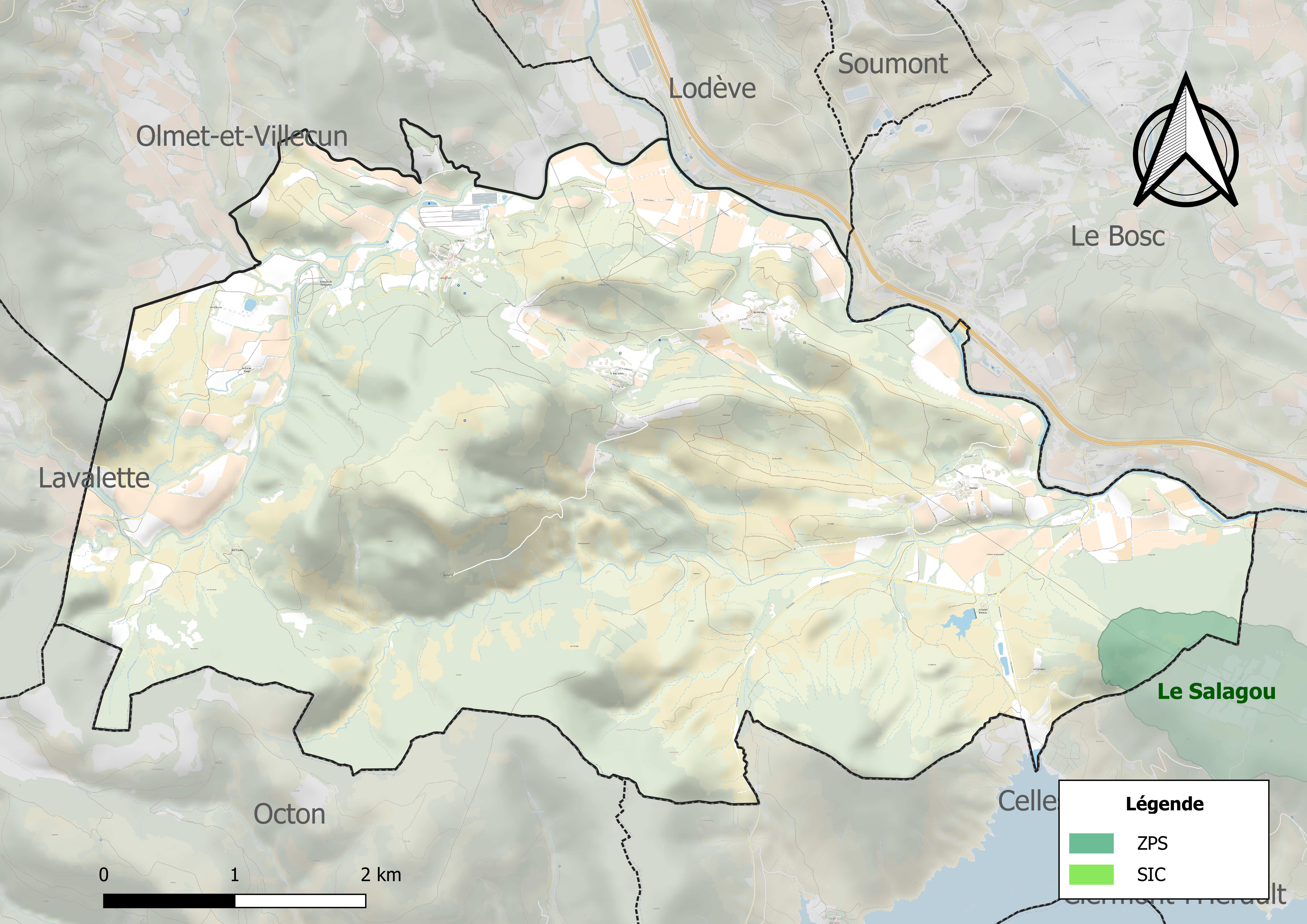
Sites Natura 2000 sur le territoire communal.

Le réseau Natura 2000 est un réseau écologique européen de sites naturels d'intérêt écologique élaboré à partir des directives habitats et oiseaux, constitué de zones spéciales de conservation (ZSC) et de zones de protection spéciale (ZPS).
Un site Natura 2000 a été défini sur la commune au titre de la directive oiseaux : « le Salagou », d'une superficie de 12 794 ha, effectuant la transition entre la plaine languedocienne et les premiers contreforts de la montagne Noire et du Larzac. Outre l'aigle de Bonelli, trois autres espèces d'oiseaux ont également été prises en compte dans la délimitation de la ZPS, l'Outarde canepetière, le Blongios nain et le Busard cendré.

#### Zones naturelles d'intérêt écologique, faunistique et floristique
L’inventaire des zones naturelles d'intérêt écologique, faunistique et floristique (ZNIEFF) a pour objectif de réaliser une couverture des zones les plus intéressantes sur le plan écologique, essentiellement dans la perspective d’améliorer la connaissance du patrimoine naturel national et de fournir aux différents décideurs un outil d’aide à la prise en compte de l’environnement dans l’aménagement du territoire.
Une ZNIEFF de type 1 est recensée sur la commune :
les « plateaux de l'Auverne et du puech Rouch » (800 ha), couvrant 5 communes du département et deux ZNIEFF de type 2, :
- le « bassin du Salagou » (8 089 ha), couvrant 12 communes du département[12] ;
- le « cours moyen de l'Hérault et de la Lergue » (976 ha), couvrant 22 communes du département[13].

Carte des ZNIEFF de type 1 et 2 au Puech.
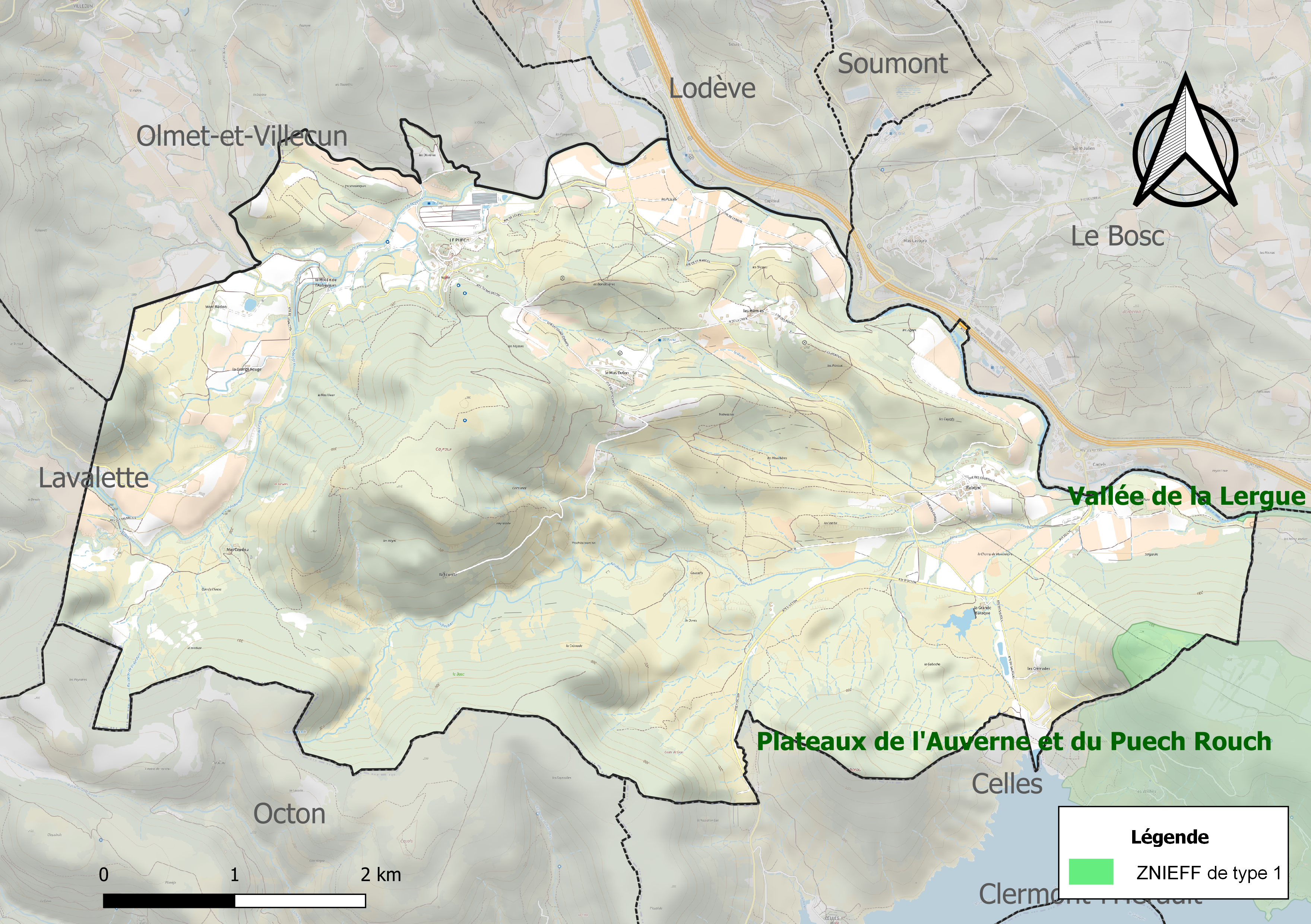
Carte de la ZNIEFF de type 1 sur la commune.
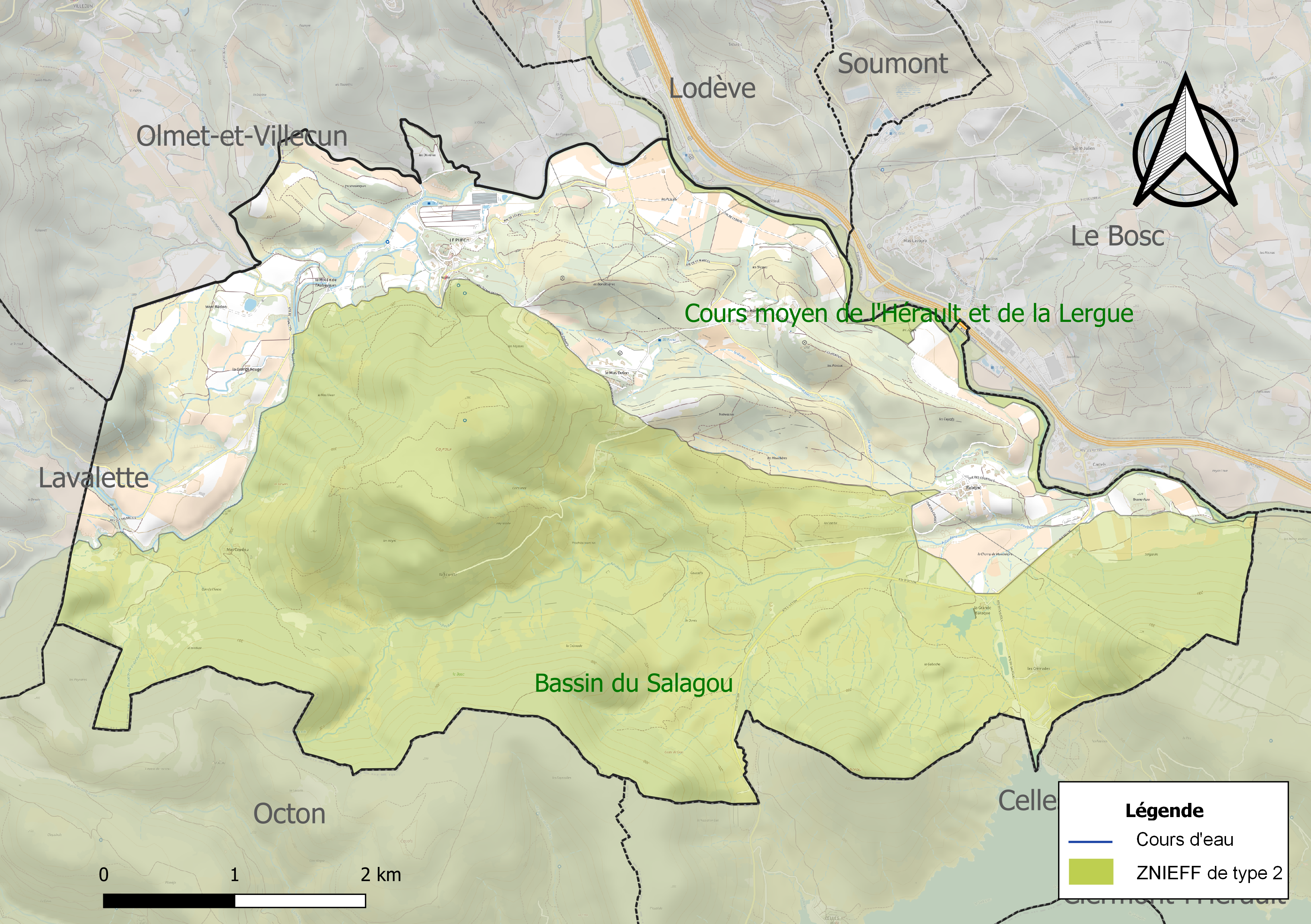
Carte des ZNIEFF de type 2 sur la commune.

## Urbanisme

### Typologie
Au 1er janvier 2024, Le Puech est catégorisée commune rurale à habitat dispersé, selon la nouvelle grille communale de densité à sept niveaux définie par l'Insee en 2022.
Elle est située hors unité urbaine. Par ailleurs la commune fait partie de l'aire d'attraction de Lodève, dont elle est une commune de la couronne,. Cette aire, qui regroupe 19 communes, est catégorisée dans les aires de moins de 50 000 habitants,.

### Occupation des sols
L'occupation des sols de la commune, telle qu'elle ressort de la base de données européenne d’occupation biophysique des sols Corine Land Cover (CLC), est marquée par l'importance des forêts et milieux semi-naturels (72,3 % en 2018), une proportion identique à celle de 1990 (72,3 %). La répartition détaillée en 2018 est la suivante :
milieux à végétation arbustive et/ou herbacée (46,7 %), forêts (25,6 %), zones agricoles hétérogènes (16 %), cultures permanentes (11,6 %), zones industrielles ou commerciales et réseaux de communication (0,1 %). L'évolution de l’occupation des sols de la commune et de ses infrastructures peut être observée sur les différentes représentations cartographiques du territoire : la carte de Cassini (XVIIIe siècle), la carte d'état-major (1820-1866) et les cartes ou photos aériennes de l'IGN pour la période actuelle (1950 à aujourd'hui).

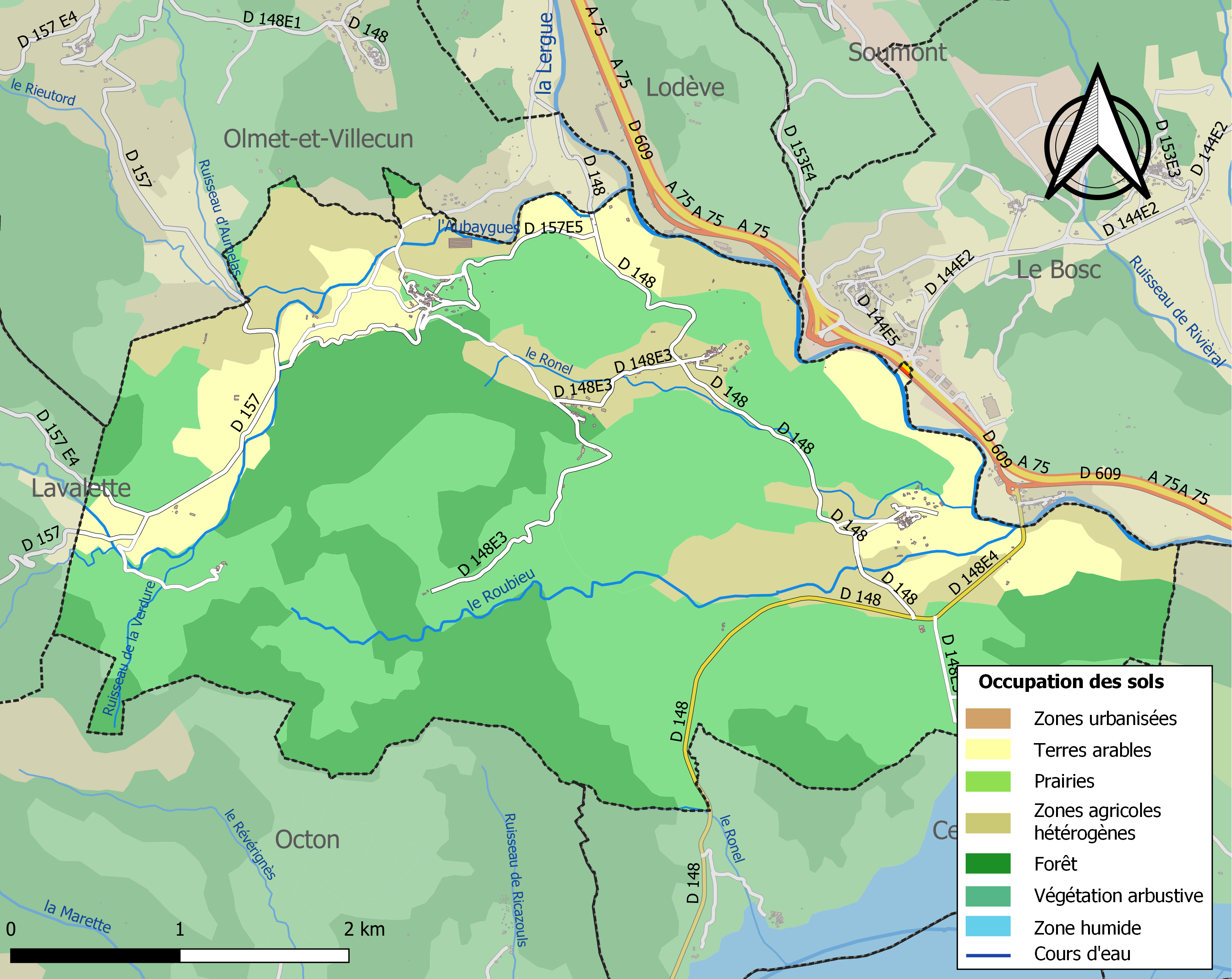
Carte des infrastructures et de l'occupation des sols de la commune en 2018 (CLC).

### Risques majeurs
Le territoire de la commune du Puech est vulnérable à différents aléas naturels : météorologiques (tempête, orage, neige, grand froid, canicule ou sécheresse), inondations, feux de forêts, mouvements de terrains et séisme (sismicité très faible). Il est également exposé à un risque technologique, le transport de matières dangereuses, et à deux risques particuliers : le risque minier et le risque de radon. Un site publié par le BRGM permet d'évaluer simplement et rapidement les risques d'un bien localisé soit par son adresse soit par le numéro de sa parcelle.

#### Risques naturels
Certaines parties du territoire communal sont susceptibles d’être affectées par le risque d’inondation par débordement de cours d'eau, notamment la Lergue. La commune a été reconnue en état de catastrophe naturelle au titre des dommages causés par les inondations et coulées de boue survenues en 1982, 1996, 2006, 2014, 2015 et 2019,.
Le Puech est exposée au risque de feu de forêt. Un plan départemental de protection des forêts contre les incendies (PDPFCI) a été approuvé en juin 2013 et court jusqu'en 2022, où il doit être renouvelé. Les mesures individuelles de prévention contre les incendies sont précisées par deux arrêtés préfectoraux et s’appliquent dans les zones exposées aux incendies de forêt et à moins de 200 mètres de celles-ci. L’arrêté du 25 avril 2002 réglemente l'emploi du feu en interdisant notamment d’apporter du feu, de fumer et de jeter des mégots de cigarette dans les espaces sensibles et sur les voies qui les traversent sous peine de sanctions. L'arrêté du 11 mars 2013 rend le débroussaillement obligatoire, incombant au propriétaire ou ayant droit,.

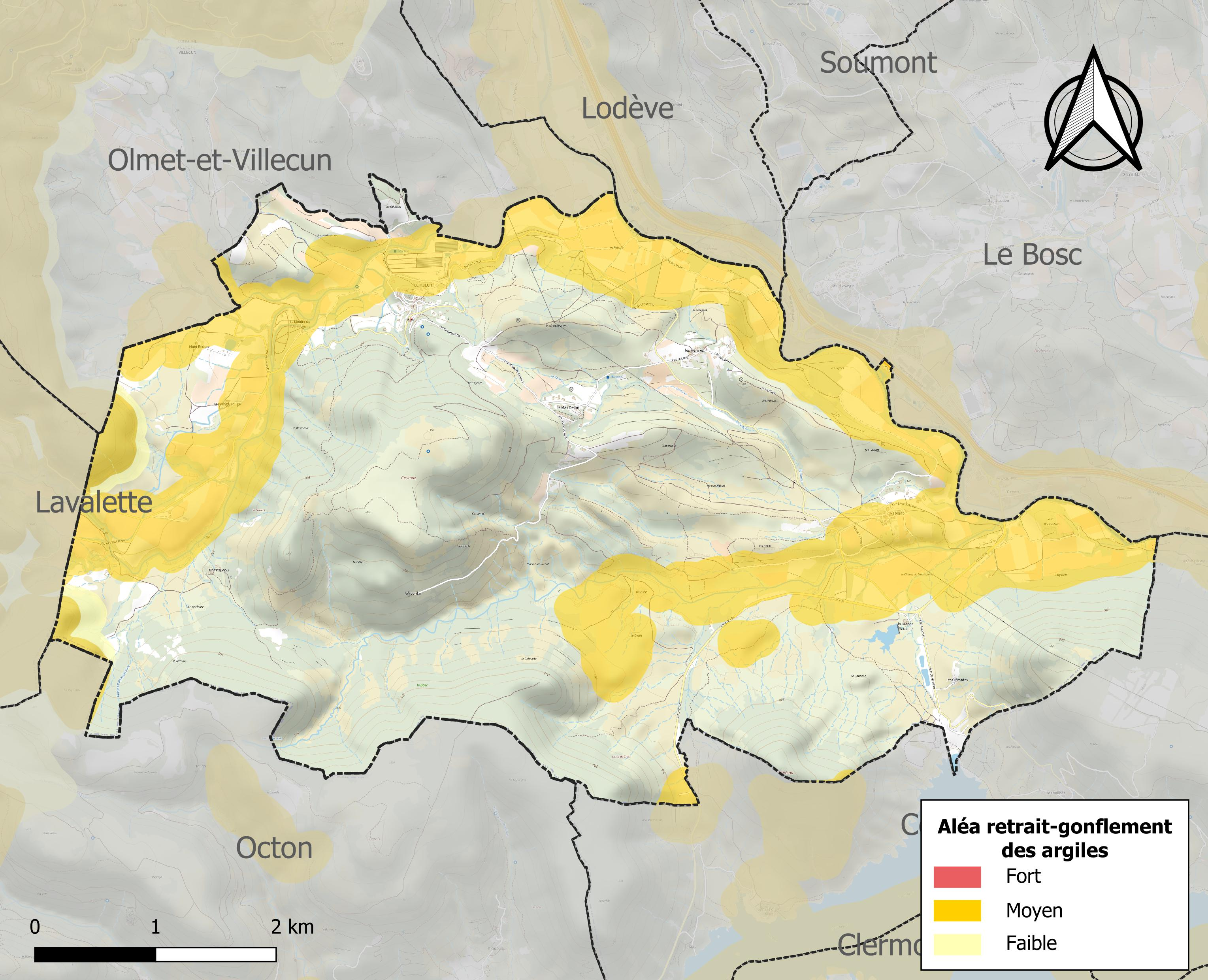
Carte des zones d'aléa retrait-gonflement des sols argileux du Puech.

La commune est vulnérable au risque de mouvements de terrains constitué principalement du retrait-gonflement des sols argileux. Cet aléa est susceptible d'engendrer des dommages importants aux bâtiments en cas d’alternance de périodes de sécheresse et de pluie. 29,6 % de la superficie communale est en aléa moyen ou fort (59,3 % au niveau départemental et 48,5 % au niveau national). Sur les 168 bâtiments dénombrés sur la commune en 2019, 61 sont en aléa moyen ou fort, soit 36 %, à comparer aux 85 % au niveau départemental et 54 % au niveau national. Une cartographie de l'exposition du territoire national au retrait gonflement des sols argileux est disponible sur le site du BRGM,.
Par ailleurs, afin de mieux appréhender le risque d’affaissement de terrain, l'inventaire national des cavités souterraines permet de localiser celles situées sur la commune.

#### Risques technologiques
Le risque de transport de matières dangereuses sur la commune est lié à sa traversée par des infrastructures routières ou ferroviaires importantes ou la présence d'une canalisation de transport d'hydrocarbures. Un accident se produisant sur de telles infrastructures est susceptible d’avoir des effets graves sur les biens, les personnes ou l'environnement, selon la nature du matériau transporté. Des dispositions d’urbanisme peuvent être préconisées en conséquence.

#### Risque particulier
L’étude Scanning de Géodéris réalisée en 2008 a établi pour le département de l’Hérault une identification rapide des zones de risques miniers liés à l’instabilité des terrains. Elle a été complétée en 2015 par une étude approfondie sur les anciennes exploitations minières du bassin houiller de Graissessac et du district polymétallique de Villecelle. La commune est ainsi concernée par le risque minier, principalement lié à l’évolution des cavités souterraines laissées à l’abandon et sans entretien après l’exploitation des mines.
Dans plusieurs parties du territoire national, le radon, accumulé dans certains logements ou autres locaux, peut constituer une source significative d’exposition de la population aux rayonnements ionisants. Certaines communes du département sont concernées par le risque radon à un niveau plus ou moins élevé. Selon la classification de 2018, la commune du Puech est classée en zone 3, à savoir zone à potentiel radon significatif.

## Toponymie
Le toponyme simple « Puech » vient d'un mot occitan signifiant « montagne », équivalent de puy, tous deux issus du bas-latin podium, signifiant hauteur, colline, piton.

### Lieux-dits, et hameaux
Les Hémies La Fourille Le Mas Delon Le Mas Caoudou Le Mas Cébérou Les Mouchères Les Crémades La Grange Rouge
La Grande Baraque Les Bouissasses Les Olivières Bergerie de Deves La Planasse Rabejac Le Salagou Le Pont
Las Fonts Le Moulin.

## Histoire
La trace la plus visible de l'occupation ancienne des terres rouges de la commune du Puech est un magnifique dolmen dressé il y a 5000 ans. Cependant, des sites encore plus anciens ont été repérés par les archéologues dans les vallées ceinturant le village.
Les colonisateurs romains ont eux aussi apprécié les lieux, et s'y sont installés dès le Ier siècle de notre ère. Ils ont même exploité des mines de cuivre, mises au jour par des travaux de la Cogéma il y a une dizaine d'années.
Au Moyen Âge, en 804, une « villa Pauchiacum », faisant suite sans doute à un domaine gallo-romain, est mentionnée. Un « castro de podio Alloayga » est cité en 1213 dans le cartulaire de Lodève, et l'église Saint Michel figure dans le pouillé de 1252.
Dès 1496, le village se nommait « Le Puech d'Aubaïgue » (Alba aqua : eau blanche), aujourd'hui orthographiée Aubaygue, la rivière qui coule au pied du village avant de se jeter dans la Lergue.
Lors du contrat de mariage du 16/5/1496 entre sa fille Jehanne DEL PUECH et noble Louis de ROQUEFEUIL, noble Adhémar de PODIO (DEL PUECH), est dit seigneur de Puech Albayque.
La seigneurie appartint à la famille de Saint Julien, depuis les années 1640 jusqu'à la Révolution. Par convention du 8 août 1643, reconnue le 25 juin 1644 et ratifiée le 31 janvier 1651, Pierre de Saint Julien, seigneur de la Devèze, acheta à Philippe de Bocaud, seigneur de Teyran et Jacou, président à la Cour des comptes, aides et finances, de Montpellier, les seigneuries du Puech d'Albaigue et de Romadoux, avec leurs dépendances, pour le prix de 29 000 livres ; le 29 décembre 1650, Pierre de Saint Julien en paya le droit de lods à l'Évêque de Lodève.
La famille de Saint Julien résidait au château du Puech, et avait son tombeau dans l'église paroissiale Saint Michel.

## Politique et administration
| Période | Période  | Identité                | Étiquette | Qualité |
| ------- | -------- | ----------------------- | --------- | ------- |
| ?       | 1946     | Aimé Aussel             |           |         |
| 1946    | 1953     | Julien Combes           |           |         |
| 1953    | 1956     | Joseph Blanquet (décès) |           |         |
| 1956    | 1959     | Julien Combes           |           |         |
| 1959    | 1977     | Jean Rabejac            |           |         |
| 1977    | 2001     | Max Quissol             |           |         |
| 2001    | 2014     | Joseph Fabre            |           |         |
| 2014    | En cours | Bernard Goujon          | SE        |         |

## Démographie
L'évolution du nombre d'habitants est connue à travers les recensements de la population effectués dans la commune depuis 1793. Pour les communes de moins de 10 000 habitants, une enquête de recensement portant sur toute la population est réalisée tous les cinq ans, les populations de référence des années intermédiaires étant quant à elles estimées par interpolation ou extrapolation. Pour la commune, le premier recensement exhaustif entrant dans le cadre du nouveau dispositif a été réalisé en 2007.

En 2022, la commune comptait 260 habitants, en évolution de +9,24 % par rapport à 2016 (Hérault : +7,49 %, France hors Mayotte : +2,11 %).
| 1793 | 1800 | 1806 | 1821 | 1831 | 1836 | 1841 | 1846 | 1851 |
| ---- | ---- | ---- | ---- | ---- | ---- | ---- | ---- | ---- |
| 255  | 240  | 222  | 281  | 264  | 250  | 255  | 279  | 276  |

| 1856 | 1861 | 1866 | 1872 | 1876 | 1881 | 1886 | 1891 | 1896 |
| ---- | ---- | ---- | ---- | ---- | ---- | ---- | ---- | ---- |
| 257  | 274  | 267  | 222  | 220  | 202  | 205  | 218  | 197  |

| 1901 | 1906 | 1911 | 1921 | 1926 | 1931 | 1936 | 1946 | 1954 |
| ---- | ---- | ---- | ---- | ---- | ---- | ---- | ---- | ---- |
| 221  | 204  | 178  | 149  | 153  | 156  | 179  | 175  | 170  |

| 1962 | 1968 | 1975 | 1982 | 1990 | 1999 | 2006 | 2007 | 2012 |
| ---- | ---- | ---- | ---- | ---- | ---- | ---- | ---- | ---- |
| 165  | 142  | 113  | 129  | 135  | 189  | 217  | 221  | 233  |

| 2017 | 2022 | - | - | - | - | - | - | - |
| ---- | ---- | - | - | - | - | - | - | - |
| 242  | 260  | - | - | - | - | - | - | - |

## Culture locale et patrimoine

### Lieux et monuments
- Circuit de randonnée inscrit au Plan Départemental des Itinéraires et Petites Randonnées de l'Hérault.
- Église Saint-Michel du Puech. L'édifice est référencé dans la base Mérimée et à l'Inventaire général Région Occitanie[33].
- Chapelle Saint-Agricol des Hémies.

### Personnalités liées à la commune
- Michel Puech, épistémologue français.

### Héraldique
| Blason de Le Puech | Blason  | D'azur à un mont (puech) isolé d'or sommé d'un créquier du même; à la bordure crénelée cousue de gueules. |
| Blason de Le Puech | Détails | La commune a adopté en 2014 les armes des seigneurs du Puech d'Aubaygues                                  |

### Fonds d'archives
- Fonds : Archives communales déposées du Puech (1642-1909) [0,7 ml].  Cote : 220 EDT. Montpellier : Archives départementales de l'Hérault (présentation en ligne).